# Coccinella trifasciata
Espèce
Coccinella trifasciata est une espèce d'insectes coléoptères appartenant à la famille des Coccinellidae.